# DJ YAS
DJ YAS（ディージェイ・ヤス）は、日本のDJ、トラックメーカー。

## 来歴
- 1989年、KRUSH POSSEのレコード持ちとして活動を開始。
- 1993年、RINO、GAMAとユニット「LAMP EYE」を結成。
- 2005年、2ndアルバム『SMOKING GUN』を発表。時のイラク戦争勃発の大義として語られた『SMOKING GUN＝大量破壊兵器がそこにある。』が後にでっち上げだった事実を知る前にアメリカ政府に対しての皮肉をこめたメッセージをこめて作り上げた。そのアルバムを出す際、協力者の力添えで新たなレーベル『HIBACHILABEL』をスタート。
- 2006年、スカパー!のデジタルラジオ放送スターデジオでパーソナリティーのFilizと共に「HIBACHI TIMES」に出演。番組では他メディアではなかなか取り上げられる事がない国内で活動するアーティストを中心に招き、トークを交えながら未来を語る内容のもの。「HIBACHI」を冠としたプロジェクトの由来は、熱を発する火鉢の周りを情熱を持って活きる人々が集まる様子に喩えて宗教的や科学的な発想でない未来の世界観を墓標としている。その熱から出てくる煙こそ無形（型にはまらないと捉える）の象徴とし自らのプロダクション名とし常に熱を帯びたところからメッセージという狼煙をあげている。
- 2009年6月、RINOとアルバム『LAMP EYE FLAVA』を発表。
- 2009年9月22日、リリースライブという名目でライブを恵比寿リキッドルームで行った。

## プロデュース
- 1995年 - 「もう一つの世界」RINO（悪名、PEOPLE'S Records）
- 1996年
  - 「夕陽のガンマン」RINO、「QUIET STORM」TWIGY（続 悪名、PEOPLE'S Records）
  - Lamp Eyeからアナログ盤「証言」限定リリース
  - 「BACK IN THE DAYS」「夜間飛行」YOU THE ROCK （THE SOUND TRACK'96 、カッティングエッジ）
- 1997年 - 「カミナリ／夜ジェット」雷（えん突つレコーディング）
- 2000年
  - 「続・大災害/THIS LIKE THAT」G.K.MARYAN（えん突つレコーディング）
  - 「SUPADONDADA」DABO（REALITY RECORDS）
  - 「NEKIUS」SUIKEN（SONY）
- 2002年
  - 「ハラキリヤバシ」G.K.MARYAN（KEEP ON MOVIN' 2、えん突つレコーディング）
  - 「GT」YOU THE ROCK★（XTRM、Ki/oon Records）

## トラック
- アルバム「下克上」／Lamp Eye（1995年）
- アナログ盤「証言」／Lamp Eye（1996年）
- 「カミナリ／夜ジェット」／雷 KAMINARI
- 12inch EP「open the future e.p」（2008年）
- 「LAMP EYE FLAVA」／RINO & DJ YAS（2009年）
- アルバム「証言 (Testimony) 第二章」／RINO LATINA II（2009年）

## 客演
- 1995年- 亜熱帯雨林 西麻布YELLO
- 1996年8月24日- 鬼だまり 川崎club citta
- 2003年- 雷おこしSHIBUYA-AX
- 2009年- さんピンCAMP
- 2010年- B-BOY PARK with RINO LATINA II
- 2010年10月- MURO Release Party 渋谷 Club Harlem
- 2012年7月- DJ Krush 活動20周年記念ツアーバンコクライブにRINO LATINA II、MC ABUらと共に招聘参加

## エピソード
- TWIGY - その先の向こう（2003年）／ 枯枝楽団（DJ YAS、RINO LATINA II、G.K.MARYAN、YOU THE ROCK★）として参加。プロモーションビデオに薬局の店員役で出演。

## コミュニケーション
- DJ KRUSH
- MURO
- RINO LATINA II
- ヨシピィ・ダ・ガマ
- YOU THE ROCK★
- G.K.MARYAN
- TWIGY
- ZEEBRA
- YOTTY
- MC ABU
- DJ DRAGON （タイ）